# Datorspel

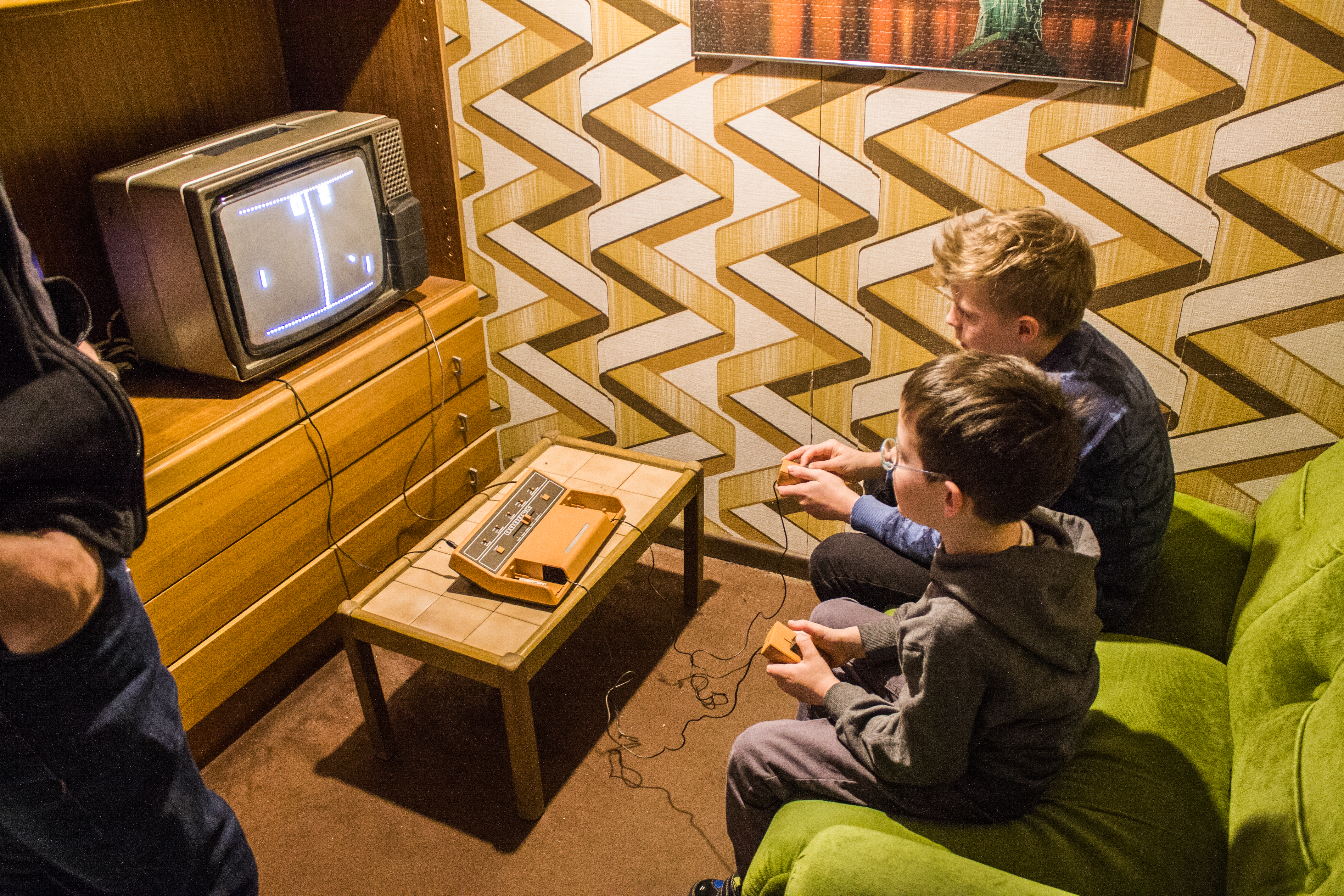
TV-spelet Pong.

Datorspel (dator-spel) eller dataspel (data-spel) är spel som visualiseras via en bildskärm och spelas med hjälp av en dator, såsom persondator.
TV-spel, tidigare kallat videospel (video-spel, av engelska: video game), avser spelkonsoler som antingen har en inbyggd bildskärm eller där man ansluter till en TV eller en extern bildskärm.
Utöver dessa varianter finns exempelvis mobilspel, som spelas på en mobiltelefon, och arkadspel, som bland annat återfinns i spelhallar.
Spelen i sig är en form av interaktiv underhållning och indelas i olika genrer beroende på utformning, exempelvis förstapersonsskjutare, plattformsspel, strategispel, etc. Majoriteten har ett fokus på det visuella, men det finns även spel som istället har fokus på ljud, så kallade ljudspel eller audiospel. Under datorspelens tidiga skede fanns även textbaserade spel som helt saknade bilder och ljud, ungefär som en interaktiv bok, vilka i modern tid är ganska ovanliga.
Datorspel är egentligen glorifierade datorfunktioner eller datorprogram och har existerat ungefär så länge som det funnits traditionella datorer. Det är omdiskuterat vilket det första datorspelet var, men det första obestridliga datorspelet som formellt satte datorspel på den allmänna kartan var arkadspelet Pong år 1972. Spelindustrin tog därefter snabbt fart och under slutet av 1970-talet var datorspelsbranschen en etablerad industri. Utvecklingen har aldrig avtagit och 2007 gick spelindustrin om biograferna i omsättning. Sedan mitten av 2000-talets första årtionde har det blivit populärt med så kallade indiespel, spel utvecklade av enstaka eller mycket små grupper kreatörer som ej har någon stor speltillverkare bakom sig.
Man har under en längre tid försökt att beskriva många datorspel med samma dramaturgiska begrepp som film, men i slutet av 1000-talet fick de en egen dramaturgi, benämnd ludologi. Ludo är latin och ordet betyder spela/leka. Ludologin beskriver bättre bland annat just de egenskaper som är utmärkande för datorspel men som till stor del eller helt och hållet saknas i film, till exempel interaktivitet.
Spelen indelas traditionellt i olika klasser beroende på vilken datorplattform spelen programmerats för, exempelvis: PC-spel/datorspel, TV-spel/konsolspel, mobilspel och arkadspel med mera. Vissa typbegrepp kan även förekomma som beteckningar på spelmaskinerna eller konsolerna i sig, såsom "arkadspel" och "TV-spel", alternativt formerna "arkadspelskabinett" och "TV-spelskonsol", etc. Ordet gaming från engelskan, ibland försvenskat till gejming eller gejmning, har flera betydelser men ofta syftar det på datorspelande och särskilt spelande mot andra via onlinespel. Folk som spelar datorspel som hobby brukar även i modern tid kallas gamer eller gejmer efter engelskan och spelande i sig för gejma (“game:a”), alternativt det mer inhemska gibba (“spela datorspel”).

## Etymologi
Benämningen dataspel härstammar från en äldre teknisk benämning för dator i Sverige, nämligen datamaskin. Substantivet förkortades senare till data. På 1970-talet ersattes dock data officiellt av benämningen dator, trots detta användes data som vanligt begrepp i folkmun. Att använda begreppet data blev ännu vanligare igen då datorspelen blev vanliga på den svenska marknaden. Att benämna datorspel för dataspel är mycket vanligt, såväl i folkmun, som i marknadsföring och press. Många företag i Sverige – som är återförsäljare av datorer, datorkomponenter och datorspel – använder ordet data i sina företagsnamn. Den svenska branschorganisationen för producenter och distributörer av dator- och TV-spel har valt att kalla sig för Dataspelsbranschen. Den gamla benämningen data från 1960-talet är därmed ett ord som fortfarande är vanligt att använda.

## Historik
Det första kända interaktiva elektroniska spelet skapades av Thomas T. Goldsmith Jr. och Estle Ray Mann. Spelet använde sig av ett katodstrålerör. Patentet registrerades den 25 januari 1947, och gällde ett missilsimulatorspel, inspirerat av radarskärmar från Andra världskriget. Spelet använde sig av analoga kretsar för att kontrollera CRT-strålen och för att placera en prick på skärmen. Grafik kunde inte skapas vid denna tid; istället användes så kallad "Screen overlay".
På 1950-talet skapades fler spel, till exempel OXO (ett luffarschackspel) som utvecklades av A.S. Douglas vid University of Cambridge i Storbritannien 1952. Ett mer känt spel är dock William Higinbothams "Tennis for Two" som skapades 1958. Higinbotham arbetade på ett forskningsinstitut i USA där det pågick en utställning om datorer. Besökarna var dock få då folk ännu tyckte datorer var trista och oanvändbara. För att locka folk gjorde Higinbotham spelet "Tennis for Two" som gick ut på att skicka en boll fram och tillbaka över ett streck. Kontrollen var en dosa med ratt och en knapp. Knappen sköt iväg bollen och ratten användes för att sikta med. Bilden visades på ett oscilloskop med en skärm på 10 cm i diameter. Som spel betraktat var det mycket enkelt men det var något helt nytt så folk köade för att få provspela.

## Plattformar för datorspel
Datorspel utvecklas till en eller flera plattformar, till exempel persondatorer med visst operativsystem (såsom Microsoft Windows eller Mac OS), en viss spelkonsol (såsom Nintendo Wii eller Playstation 3) eller en viss typ av mobiltelefon. Mobiltelefonspel var under 2010-talet en starkt växande marknad. På grund av skillnaderna mellan olika plattformar, måste delar av spelen skrivas om för varje enskild plattform. Att utgå från ett spel utvecklat till en viss plattform och göra det spelbart på en annan kallas för portering.
Spel på vissa plattformar eller grupper av plattformar har egna namn: TV-spel spelas på en dator ansluten till en TV, arkadspel spelas med en spelautomat) och mobilspel spelas med mobiltelefon.

### Gränssnitt
Datorspel använder oftast datorns befintliga gränssnittsenheter, såsom tangentbord, mus och bildskärm men alternativa gränssnitt blir allt mer populära. Redan 1984 experimenterade Atari med sitt gränssnitt Mindlink där man med hjälp av ett slags huvudband kunde styra spel enbart med hjälp av hjärnan.
Många nya spel är anpassade för externa högtalarsystem.
I och med att datorspelsmarknaden har växt har en marknad för hårdvara specialanpassad för datorspelande personer också vuxit fram. Vanligtvis rör det sig om datormöss, tangentbord, handkontroller, headset och grafikkort.

## Spelutveckling

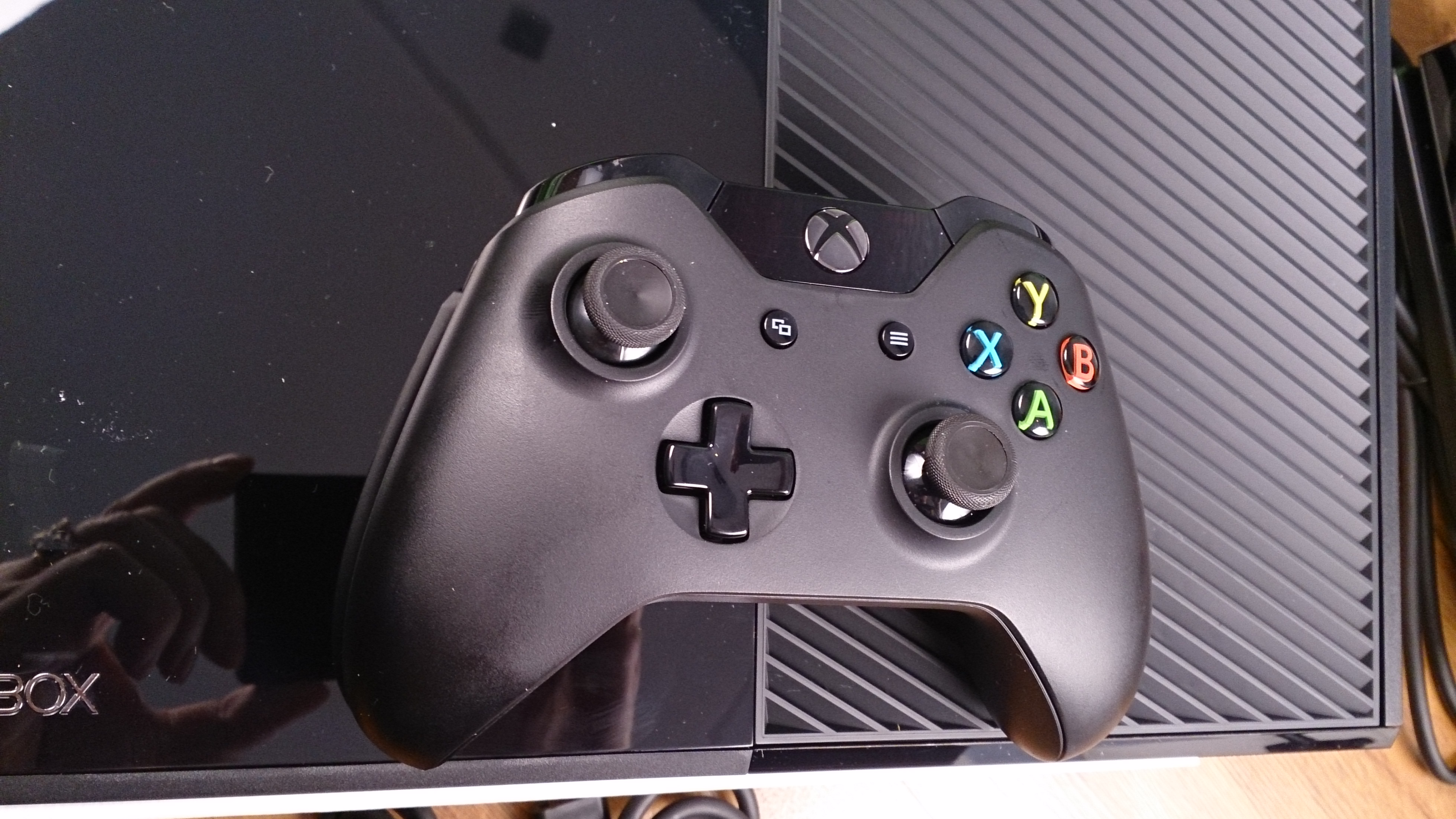
En handkontroll till Xbox One.

Att producera ett datorspel kallas för datorspelutveckling. Budgeten för att utveckla nya titlar har vuxit enormt under de senaste årtiondena. Utvecklingen innehåller moment som programmering, grafisk design och datoranimering.

## Debatt
Debatten om dator- och TV-spel tog en ordentlig fart under 1980-talet när hemdatorn började få ett allmänt genomslag i samhället.

### Datorspelsberoende
Det har hävdats att datorspelande kan vara beroendeframkallande, men hittills finns inga vetenskapliga bevis för detta.
Det finns dock webbplatser för människor som anser sig vara datorspelsberoende.

### Könsroller
Det riktas hård kritik mot datorspel som anses sexualisera kvinnliga rollfigurer. Kritiken handlar om att spelen anses upprätthålla problematiska könsroller, där männen i spelen porträtteras som starka och handlingskraftiga och kvinnor porträtteras som svaga och i behov av räddning. Sådana könsroller förekommer inte i alla spel, och en del spel har starka handlingskraftiga kvinnor som huvudfigurer, såsom hjältinnan Samus Aran i Metroidserien, Rubi Malone i WET, Faith i Mirror's Edge, Chell i Portal-spelen, Lara Croft i Tomb Raider och Bayonetta i spelet med samma namn. Dessa porträtteringar är dock inte heller problemfria.
Andelen spel som har en kvinnlig huvudfigurer har ökat under slutet av 2010-talet och början av 2020-talet, men kvinnor är fortfarande underrepresenterade i ledande roller inom spelindustrin och de kvinnliga rollpersonerna anses ofta vara otillräckliga för att få kvinnor att känna sig inkluderade. Detta yttrar sig i att många kvinnliga figurer anses vara översexualiserade och hyperaggressiva i sitt agerande, vilket anammar manliga normer av beteende som kvinnor inte kan relatera till. Media där män och kvinnor uppvisar ideell skönhet har kopplats till att individer som inte själva når dessa standarder ser sig själva som mindre attraktiva. Detta fenomen har kopplats i högre utsträckning till kvinnor, men påvisar även att män kan höja sina ideal av kvinnlig skönhet efter att ha tagit del av en denna typ av media. Spel som inriktar sig mot unga män har en tendens att visa skadliga könsnormer. Spelserien har även kritiserats för att visa våld mot kvinnor och att uppvisa kvinnor som sexuella objekt, bland annat på grund av att alla prostituerade i spelserien är kvinnor. I spel med fokus på våld över lag visas män som hyperaggressiva och kvinnor som svaga och undergivna männen.
Även mäns sexualitet inom spel har kritiserats för att vara fokuserade på heteronorma stereotyper. Detta har kopplats till att en majoritet av spelutvecklare och spelkonsumenter självidentifierar sig som heterosexuella män och på så sätt förflyttar den neutrala punkten för vad som är “säkert” att visa i spel mot denna utgångspunkt. Orsaken grundar sig i oviljan hos heterosexuella män att visa upp sig, eller bete sig som, något som kan anses vara homosexuellt och därför skulle ge upphov till känslor av obehag. Exempel på vad som kan anses vara sexuella aspekter av den manliga kroppen som är okej att visa upp är exempelvis muskulösa armar och bara bröst. Vid tillfällen då män har visats som homosexuella görs detta ofta som ett skämt som spelaren inte är menad att ta seriöst.

### Våld
Våldsamma spel har varit omdebatterade, framför allt sedan 1980-talet, i och med spel som "Commando Libya" till Commodore 64 och "Sword of Sodan" till Amiga. De vanligaste vetenskapliga förhållningssätten är antingen det psykologiska effektperspektivet, där individens reaktion är i centrum, eller det kultur- och medievetenskapliga perspektivet som sätter problemet i en samhällelig kontext.
På 90-talet blev diskussionerna om våldet i spelet Mortal Kombat så stora att spel-industrin själv tog fram ett ålders-system kallat ESRB i Nordamerika och PEGI i Europa vars enda uppgift är att informera om vilken ålder spelaren bör vara för att spela.
Ett exempel på en omdiskuterad händelse var när Devin Moore 2003 stal en bil och sköt tre poliser, och sedan skyllde det på Grand Theft Auto.
Statens medieråd hittade inga belägg för att våldsamma datorspel skulle orsaka aggressivt beteende i artiklar som publicerats i engelskspråkiga referentgranskade vetenskapliga tidskrifter 2000–2011. En stor del av forskningen befanns undermålig, men det är också svårt att utforma en studie så att den verkligen mäter sambandet. Statistiska samband mellan våldsamma spel och aggression framgick ur många studier, men problematiska familjeförhållanden, psykisk ohälsa och beteendeproblem leder både till ökat spelande av våldsamma datorspel och till ökad aggressivitet. Aggressiva personer tenderar att i högre utsträckning spela brutala spel, men att spelande skulle leda till aggressivitet påvisades inte.

## Socialt spelande
Ända sedan Tennis for Two har mänskliga spelare utnyttjat möjligheten att möta varandra, vilket numera kan ske över internet.
Det sociala spelandet tar sig ofta uttryck i form av olika klaner.

### Flerspelarspel
Flerspelspel är att spela med eller mot en eller flera andra mänskliga spelare. Antingen kan man spela över ett lokalt nätverk, vilket är vanligt vid LAN-party, eller så spelar man över internet. Vissa spel kan bara spelas som flerspelarspel. Motsatsen till flerspelarspel är enspelarspel, då man bara kan spela själv. Trots att enspelarspel är vanligast kan man i de flesta nya spel spela både enspelar- och flerspelarspel, till exempel Age of Empires, Battlefield- och Call of Duty-serierna.

### Datorspel som sport
Elektroniska spel kan utövas som tävling, både för nöjes skull och professionellt. Några spel som blivit stora som tävlingsspel är League of Legends, Counter-Strike, Warcraft III och StarCraft. Ett populärt LAN-party är Dreamhack.

## Genrer
Liksom litteratur och film, kan datorspel delas in i olika genrer, utifrån vilka element som ingår i spelen. Datorspelsgenrer används för att kategorisera datorspel mer efter deras spelupplägg än efter visuella eller narrativa skillnader. Eftersom utvecklare inspireras av varandra kan vissa nyskapande spel öppna för helt nya genrer – till exempel var Wolfenstein 3D och Doom föregångare inom förstapersonsskjutar-genren, och Dune 2 inom realtidsstrategigenren.
- Actionspel
  - Beat 'em up
  - Shoot 'em up
    - Förstapersonsskjutare ("FPS")
    - Tredjepersonsskjutare ("TPS")

  - Sneak 'em up

- Musikspel
- Plattformsspel
- Pusselspel

- Datorrollspel ("RPG")
  - Actionrollspel
  - Hack 'n slash
  - MMORPG ("Massive multiplayer online role-playing game")

- Simulationsdatorspel
  - Flygsimulator
  - Relationsspel
  - Racingspel
  - Sportspel

- Strategidatorspel
  - Realtidsstrategi ("RTS")
  - Turordningsbaserade strategispel ("TBS")

- Äventyrsspel
  - Survival horrorspel
  - Textäventyr
- Utbildningsspel

### Spelserier
Om ett datorspel får en eller flera uppföljare brukar detta kallas för en spelserie.

#### Exempel på kända spelserier
- Castlevania
- Command & Conquer
- The Elder Scrolls
- Final Fantasy
- Grand Theft Auto
- Half-Life
- The Legend of Zelda
- Metal Gear
- Monkey Island
- Sonic the Hedgehog
- Super Mario
- Super Smash Bros.
- Warcraft
- Wing Commander

### Andra indelningar av datorspel
Det går även att dela in datorspel i olika kategorier som inte har med vilken plattform de körs på eller vilket innehåll de har. Onlinespel är till exempel spel där man kopplar upp sig mot internet för att spela och är oberoende av plattform eller spelkategori. Webbspel kan handla om vad som helst men körs via en webbläsare. Spel kan även sorteras utifrån vilket syfte spelet har; utbildning, reklam och så vidare.

## Datorspel i utställningssammanhang
I samband med att dator- och TV-spel etablerats som kulturform ställs fenomenet också ut i olika museisammanhang. I länder över hela världen har museum anordnat utställningar som på olika vis fokuserat på att lyfta fram kulturformen. De olika museerna arbetar med utställning av spel på lite olika vis. I Frisco, Texas finns National Video Games Museum som fokuserar på att ställa ut och bevara föremål och konsoler. Museum of Art and Digital Entertainment i Oakland, Kalifornien fokuserar istället på själva spelupplevelsen genom att besökarna bjuds in till att testa de olika spel som finns på museet. I Sverige finns Stockholms Spelmuseum som arbetar på ett liknande vis som Museum of Art and Digital Entertainment i Oakland genom att introducera spelkulturen för besökarna via spelupplevelser. Vidare så har utställningspraktiker och institutionellt ansvar diskuterats utifrån olika perspektiv där bevarandet av dator- och TV-spel förstås på olika sätt. Bland annat så har det diskuterats vilka spel som är viktiga att bevara, och hur viktig upplevelsen av den ursprungliga upplevelsen med korrekta kontroller och samtida teknik kan vara i utställningar av dator- och TV-spel.
Dator- och TV-spel har även ställts ut i konstmuseisammanhang. I USA har exempelvis Museum of Modern Art i New York installerat ett antal dator- och tv-spel i sina permanenta visningsutrymmen. I samlingen finns bland annat spelen The Sims, Tetris, Myst och Pac-Man. I Sverige visades utställningen Hjärta Spel under åren 2012-2017 på ett flertal svenska museer och konstmuseer. Utställningen innehöll målningar, interaktiva konstspel, installationer och hantverk som alla på ett eller annat vis återknyter till dator- och TV-spel. Ett annat svenskt exempel på då dator- och tv-spel inkluderats i konstmuseisammanhang är utställningen Skräckromantikens landskap som producerades av Göteborgs Konstmuseum. I utställningen blandades måleri av Marcus Larson från 1800-talet med skivomslag från hårdrocksband som Black Sabbath och Entombed tillsammans med olika scener från dator- och TV-spelet The Elder Scrolls V: Skyrim. Eftersom dator- och TV-spel numera inkluderas i dessa utställningssammanhang, så har frågeställningen om huruvida dator- och tv-spel bör förstås som konst, eller som en egen kulturform aktualiserats.
Ett annat exempel på då konstmuseum ställt ut dator- och TV-spel är utställningen The Art of Videogames som arrangerades av The Smithsonian American Art Institute. År 2011 anordnade The Smithsonian American Art Institute en omröstning där allmänheten hade möjlighet att rösta vilka titlar som skulle ställas ut i en utställning som pågick mellan den 16 mars och 30 september 2012 där målet var att påvisa utvecklingen för dator- och TV-spel de senaste 40 åren. Spelen röstades fram med 3,7 miljoner röster och ett valdeltagande utspritt över 175 länder. De slutgiltiga 240 spel som sedan ställdes ut valdes fram av Chris Melissinos som också var kurator för utställningen. Spelen som sedan kom att ställas ut valdes baserat på olika kriterier, däribland teknisk innovation, visuella effekter samt hur spelen fungerade i utställningens övriga narrativ.